# David Stove
David Stove (* 15. September 1927; † 2. Juni 1994) war ein australischer Philosoph.
Sein Interesse galt vor allem den folgenden Themen:
- Verteidigung des Induktivismus
- Kritik an Wissenschaftstheoretikern wie Karl R. Popper, Thomas S. Kuhn, Paul Feyerabend und Imre Lakatos, denen er explizit Irrationalismus attestiert
- Kritik an Theologie und Idealismus in der Philosophie
- Kritik an Feminismus, Marxismus und (französischer) Semiotik
- Kritik an Darwinismus und Soziobiologie

## Schriften
Bücher
- Probability and Hume's Inductive Scepticism, Oxford: Clarendon, 1973.
- Popper and After: Four Modern Irrationalists, Oxford: Pergamon, 1982. (Auch unter dem Titel Scientific Irrationalism, New Brunswick: Transaction, 2001; und als Anything Goes: Origins of the Cult of Scientific Irrationalism, Macleay Press, Sydney, 1998.)
- The Rationality of Induction, Oxford: Clarendon, 1986.
- The Plato Cult and Other Philosophical Follies, Oxford: Blackwell, 1991.
- Cricket versus Republicanism, ed. James Franklin & R. J. Stove, Sydney: Quakers Hill Press, 1995.
- Darwinian Fairytales, Aldershot: Avebury Press, 1995, repr. New York: Encounter Books, 2006.
- Against the Idols of the Age, ed. Roger Kimball, New Brunswick (US) and London (UK): Transaction, 1999.
- On Enlightenment, ed. Andrew Irvine, New Brunswick (US) and London (UK): Transaction, 2002.

Artikel (einige davon sind in den oben genannten Büchern enthalten)
- "Hume, probability, and induction", Philosophical Review 74, 1965, 160-177.
- "Hempel's paradox", Dialogue 4, 1966, 444-455.
- "Relevance and the ravens" (zusammen mit C. A. Hooker), British Journal for the Philosophy of Science 18, 1968, 305-315.
- "Deductivism", Australasian Journal of Philosophy 48, 1970, 76-98.
- "Misconditionalisation", Australasian Journal of Philosophy 50, 1972, 173-183.
- "Why should probability be the guide of life?", in D. W. Livingston & D. T. King, Hume: A Re-Evaluation, New York, 1976, pp. 50-68.
- "Popper on scientific statements", Philosophy 53, 1978, 81-88.
- "How Popper's philosophy began", Philosophy 57, 1982, 381-387.
- "Paralytic epistemology, or the soundless scream", New Ideas in Psychology 2, 1984, 21-24.
- "Karl Popper and the Jazz Age", Encounter 65 (1), June 1985, 65-74.
- "A farewell to arts: Marxism, semiotics and feminism", Quadrant 30 (5), May, 1986, 8-11.
- "The Columbus argument", Commentary 84 (6), 1987, 57-58.
- "Righting wrongs" Commentary 85(1), January 1988, 57-59.
- "D'Holbach's dream: the central claim of the Enlightenment", Quadrant 33 (12) December 1989, 28-31.
- "The intellectual capacity of women", Proceedings of The Russellian Society 15, 1990, (postum in Cricket versus Republicanism).
- "A new religion", Philosophy 67, 1992, 233-240.
- "So you think you are a Darwinian?", Philosophy 69, 1994, 267-77.